# Sankt Pauli Kirke (Malmø)
Sankt Pauli Kirke er en evangelisk-luthersk kirke i Malmø i Lunds Stift. Den er sognekirke i Sankt Pauli Sogn.
Kirken er en sekskantet centralkirke, der er tegnet af Viktor Langlet. Byggeriet blev påbegyndt i 1879, og kirken stod færdig i 1882. Kirken er forsynet med et tårn i midten, som er omgivet af tolv mindre tårne. Nær kirken ligger Sankt Pauli nordre, mellemste og søndre kirkegård.
55°36′11″N 13°0′52″Ø / 55.60306°N 13.01444°Ø